# Hipersexualidad infantil
La hipersexualización infantil, según el informe denominado Bailey y realizado el año 2001, es “la sexualización de las expresiones, de algunas posturas y de los códigos de vestimenta que llegaron a ser considerados como excesivamente precoces”. Una vez dicho esto, podemos descifrar el concepto de hipersexualización infantil, como una alteración de actitudes en niños que aún no han llegado a la etapa de la adolescencia, con el fin de mostrar una apariencia mayormente precoz. 

## Historia
El comportamiento sexual, al igual que cualquier otra conducta, se figura por medio de desarrollo de relacionarse a partir de la más corta edad. Los directivos políticos aceptan conciencia del valor que soporta la socialización por lo que dirige  la introducción de la educación sexual. A mediados del pasado siglo XX y tras la incorporación de asuntos vinculados con la enseñanza sexual en la educación pública que expresa una variación hacia los tiempos modernos, y alcanzado ya el siglo XXI es cuando exhibe el concepto de hipersexualización infantil.

## Etimología
La palabra hipersexualización hace referencias a la acción de adoptar una conducta excesiva y/o exagerada con respecto a la apariencia física y modo de vestirse de los niños y niñas que repercute de manera significativa en su esfera emocional.

## Causas
Son varias las causas que han llevado a hipersexualización, pero han ido cobrando mayor fuerza con la aparición y mejoramiento constante de las tecnologías digitales. 
En la actualidad por medio del desarrollo tecnológico, la hipersexualización ha ido en aumento debido al uso habitual de las Tics, y a un sinnúmero de plataformas digitales que permiten exponer materiales de niños y niñas que intentan destacar sobre una gran mayoría de participantes.  
Un exceso en la vanidad que obedece a seguir tendencias implantadas por personajes influyentes hace que la hipersexualización vaya cobrando más peso dentro de la sociedad en general.

## Etapas actuales del crecimiento de niñas y niños
En primer lugar debemos conocer que el crecimiento en niños y niñas es un proceso, y como todo proceso sigue un orden cronológico, y al saltarse alguna etapa deriva en efectos negativos a largo plazo.
Entre las distintas etapas del crecimiento se sintetizó las siguientes:
| Edad              | Sigmund Freud     | Erik Erikson                        | Henri Wallon                      | Jean Piaget                     |  |
| ----------------- | ----------------- | ----------------------------------- | --------------------------------- | ------------------------------- |  |
| 0-18 meses        | Etapa Oral        | Confianza frente a desconfianza     | Estadio impulsivo                 | Periodo Sensorio Motor          |  |
| 18 meses a 3 años | Etapa Anal        | Autonomía frente a vergüenza y duda | Estadio Sensorio Motor Proyectivo | Periodo Sensorio Motor          |  |
| 3-6 años          | Etapa fálica      | Autonomía frente a vergüenza y duda | Estadio del Personalismo          | Periodo preoperacional          |  |
| 6-12 años         | Etapa de latencia | Industria frente a Inferioridad     | Estadio Categorial                | Periodo de operaciones          |  |
| 12-18 años        | Etapa Genital     | Identidad frente a Difusión del yo  | Estadio de Adolescencia           | Periodo de operaciones Formales |  |

## El papel de la publicidad y los fenómeno de la hipersexualización en niños/as
Los medios de comunicación están cargados de imágenes de cuerpos perfectos y poco naturales que se transforman en modelos a imitar de quienes agotan dichos contenidos. La duda viene cuando no se consigue esa finalidad, lo que provoca frustración y al mismo tiempo lleva a investigar, valiéndose de todos los medios, el atractivo, la admiración y sobre todo la aprobación social que garantiza la popularidad.
Este acontecimiento social radica en la sexualización de comportamiento que por lo regular no deberían ser tomadas como conductas sexuales. En cambio, al venir acompañadas de distintos factores se les da un tinte más “obsceno”. Uno de los factores más conocidos en el proceso de la hipersexualización, consiste en la influencia de los adultos sobre los niños para que estos crezcan prematuramente. Por ello la hipersexualización de niñas, niños y adolescentes radica en definir una regla de atractivo en función del anhelo sexual que pueda despertar, que asegure éxito social y una vida soñada. También de ser poco originario y de deducir una evaluación sesgada e inconclusa, tiene graves secuelas en la salud, el bienestar y equilibrio psicosocial de las niñas, niños y adolescentes.
Los niños, pero sobre todo niñas, aceptan unos modelos que no retribuyen a su edad física y mental, los adultos los impulsan a asumir un valor sexual, priorizándolo sobre cualquier otro valor o cualidad. La hipersexualización se expande y propulsa a niñas y niños a la búsqueda de un cuerpo y aspecto perfectos que atraiga a los adultos, desaparece valores humanos, principios y vulnera derechos de la infancia dejando a la población infantil en riesgo de cosificarse en vez de ser sujetos de derechos, asimismo del exponencial peligro al abuso, al aprovechamiento de imagen, violencia sexual e inclusive la trata de personas.
Los estereotipos hipersexualizados se abastecen de los comportamientos de consumo de una parte poblacional, con la finalidad de dirigir el mercado de productos para niñas y niños, son los adultos a los cuales están encaminados y son los que consumen. El concepto ha sido proyectado por ciertas industrias, como la de la moda o los medios de comunicación, aún ansiosas por descubrir nuevos objetos de consumo.

## La hipersexualidad y la salud
Según la OMS “La salud es un estado de completo bienestar físico, mental y social, no solamente la ausencia de afecciones o enfermedades”.
En la actualidad la sociedad vive con la referencia de un ideal estético y no es consiente con las consecuencias que puede desarrollar a futuro. En la actualidad la sociedad vive con la referencia de un ideal estético, hoy en día es frecuente ver y escuchar como niñas de ciertas edades habla acerca de moda y mantener un peso ideal sin tener conciencia de las consecuencias que puede desarrollar a futuro. Muchos jóvenes adolescentes pueden padecer alguna enfermedad mental, que se puede derivar de la depresión, trastornos del estado de ánimo, abuso de sustancias, comportamientos suicidas o trastornos alimentarios (obesidad, anorexia, bulimia, vigorexia, etc.).
Un ejemplo de ver como los padres son autores de llevar a sus hijo/as optar por un estereotipo, en ciertas culturas se ha observado que los padres les regalan un cambio estético por su cumpleaños a los adolescentes entre los 15 y 16 años de edad, con la finalidad de ser incluidos o aceptados por la sociedad. Las fuentes de comunicación (televisión, revistas juveniles, redes sociales, publicidad, etc.) se basan en impulsar a que la sociedad juvenil adopte ciertos estereotipos considerándose “superiores o mejores” que el resto.

### Trastornos alimenticios
La OMS define a los trastornos alimentarios como “enfermedades mentales que se caracterizan por la excesiva pérdida de peso de manera deliberada por parte de una persona, arriesgando su propia salud por culpa de ayunos continuos y prolongados, aplicando técnicas poco saludables para lograr el objetivo principal el cual consiste en no engordar”.
Los trastornos alimentarios son perjudiciales para la salud, muy a menudo están asociados con los trastornos de depresión, ansiedad y/o abuso de sustancias. Y son más comunes entre mujeres que en varones. Existen varios estudios que donde se aprecia la influencia que puede tener los medios de imágenes corporales de mujeres. Donde se ha observado que la hipersexualización femenina en estos medios de comunicación como escaparate de belleza y éxito aumenta hasta un 78%, un 65% de adolescentes y mujeres adultas han tenido algún trastorno alimenticio debido a su aspecto físico durante algún momento de su vida.
Los trastornos más frecuentes en la hipersexualidad son la anorexia nerviosa, la bulimia nerviosa y el trastorno por atracones compulsivos que se caracterizan por adoptar comportamientos alimentarios perjudiciales, tales como la restricción de calorías. Estos trastornos se pueden prevenir mediante: la comunicación con la familia o educadores ante cualquier síntoma que se perciba, no se debe realizar dietas sin ayuda de un profesional, potenciar atributos que una persona desconozca de su cuerpo sin provocar sensación de acoso o mala interpretación con la finalidad de mejorar su autoestima, nunca realizar comparaciones con otra persona, debido a que las comparaciones son hirientes en todos los sentidos y no favorecen. Explotar ciertas habilidades internas al margen de la belleza exterior como efecto positivo; no ser vulnerable ni ingenuo/a ante mensajes emitidos por los medios de comunicación y optar por tener una vida saludable (ejercicio, alimentación equilibrada, etc.), entre otras.

## La industria televisiva en la hipersexualidad de niñas, niños y adolescentes
Hoy en día a nivel mundial la sociedad mediante los medios de comunicación e internet han generado un enorme cambio y han dado lugar a una marcada hipersexualización debido al contenido que transmiten los medios ya que dichos contenidos han cambiado con el paso del tiempo siendo cada vez más atractivo para el observador, incluso los dibujos animados los cuales van dirigidos específicamente a las niñas han evolucionado en cuanto a su estética.  
Para explicar esta evolución una clara comparación es el del personaje animado “Rosita Fresita” creado en la década de los 80 en comparación con la “Rosita Fresita” del año 2019 se puede observar que hay un enorme cambio en cuanto a este personaje, lo mismo ocurre con las princesas de Disney las cuales ya no son infantiles sino más bien incitan a la hipersexualidad.
Así se pueden mencionar a muchos otros personajes de dibujos animados en donde muchos de ellos representan una figura delgada, exceso de maquillaje para lucir una belleza extrema y vestimenta poco acorde para la edad infantil tal es el caso de las muñecas “Monster High” que corresponden a un estereotipo y representan de forma clara la hipersexualizacion. Las niñas al observar este tipo de dibujos comienzan a practicar estos hábitos, vestimentas, maquillajes y cada día tienen el deseo constante que parecer o imitar mucho más a dichos personajes.
Todo esto se genera debido a los siguientes problemas que permanecen de forma continua: 
- Los niños/as permanecen durante horas y horas frente a la televisión observando los programas y dibujos que ellos deseen sin ninguna precaución por parte de los padres.
- Los niños/as constantemente están expuestos a diversas publicidades en donde la gran mayoría presentan cuerpos cosificados.
- Los niños/as de forma temprana asocian erróneamente el éxito en la sociedad con temas sexuales y la popularidad a través del consumo de sustancias nocivas como el alcohol y el tabaco.
- Los niños/as a medida que van creciendo creen que forma incorrecta que para lograr el éxito se debe exaltar el cuerpo, tener un cuidado personal extremo y seguir dietas muy estrictas para lograr un cuerpo perfecto.

## El papel familiar en la hipersexualización de niñas y niños
Cabe recalcar que en la actualidad es muy común ver la hipersexualizacion en niños, niñas y adolescente por lo que es deber de cada padre de familia velar por la integridad de cada uno de sus hijos, teniendo en cuenta en el entorno que se están educando; ya que es importante que todos los niños merecen crecer dentro de un núcleo familiar con principios y valores,  además de ello se sientan protegidos y tengan un modelo a seguir; ya que en la actualidad el internet distorsiona la manera de pensar en los niños ya que es una plataforma mal utilizada.[cita requerida] Las madres y padres buscan lo último que se encuentra en la moda, cuando los bebés aún no aprenden a caminar, vestidos o trajes de lentejuelas, animal print o “pieles”, prendas. Esto conlleva a que los niños aceleren su pronta etapa de niñez por una etapa desacertada de adultez.

## Hipersexualidad en relación con el mercantilismo
Como en un inicio del artículo ya lo ha mencionado, se entiende a la hipersexualidad como la forma en que los niños y niñas poseen un amplio deseo por “estar a la moda”, ser objetivos de admiración, ser deseados y deseadas; llegando a tener conductas de adultos. 
Es de conocimiento universal que cuando se le preguntaba a algún niño o niña como se vería en un futuro, respondían cosas como: doctor/a, enfermera/o, abogado, profesores, pintores, etc.; sin embargo; a medida que avanza el tiempo nos damos cuenta de que estas perspectivas han ido cambiando, y anhelan otro tipo de futuro, como el ser modelos, y lo más sonado hoy en día, anhelan ser “influencer”. Siendo uno de sus principales objetivos el “verse bien” para poder obtener mayor cantidad de visitas en sus canales o perfiles en línea, tomando en cuenta que el “verse bien” está influenciado por varios estereotipos presentados en las personas que hacen contenido digital. 
Este tipo de anhelos hace que los niños y niñas dejen a un lado el peligro que puede conllevar hacer pública su imagen, ya que a conciencia la mayoría de ellos lo hacen sin tener al menos una idea de las políticas de privacidad de cada una de las páginas y aplicaciones que se utilizan para este tipo de contenido. Es por todas las razones anteriormente expuestas que se podría considerar al mercantilismo en relación directa con la hipersexualidad en los niños e incluso adolescentes; sin embargo, todo lo mencionado debe ser razonado y concientizado por las personas a cargo de la población tomada en consideración.